# Paul-Jean Coulier
Pour les articles homonymes, voir Coulier.
Paul-Jean Constant Coulier est un pharmacien et chimiste français né le 31 août 1824 à Paris et mort le 23 juillet 1890 à Saint-Jean-de-Braye.

## Biographie
Pharmacien inspecteur militaire, Paul-Jean Coulier a soutenu sa thèse à Paris le 14 août 1849. Il devient pharmacien major de seconde classe en 1855. Il est ensuite professeur agrégé de chimie et de toxicologie au Val-de-Grâce, à partir de 1852, puis titulaire de 1859 à 1875. Il est président de l'Académie nationale de pharmacie en 1876. 
Coulier était connu pour sa défense du corps pharmaceutique et son opposition farouche à la subordination des pharmaciens aux médecins.

## Travaux
- Balance de précision dite de Coulier
- Utilisation des empreintes digitales[2]
- Chimie atmosphérique[3]
- Physique appliquée à l'analyse : étuves, baromètres, thermomètres, aéromètres, spectroscopes, microscopes
- Hygiène

## Distinctions
- Commandeur de la Légion d'honneur (1881)[4].

## Publications
- Description générale des phares et fanaux et des principales remorques existant sur le littoral maritime du globe à l'usage des navigateurs, Paris, Robiquet, 1850.
- Question de la céruse et du blanc de zinc, envisagée sous les rapports de l'hygiène et des intérêts publics, Paris,  Baillière, 1852.
- Note sur un caractère microscopique constant des taches de sang, Paris, Noblet, 1858.
- Hygiène du soldat : expériences sur les étoffes qui servent à confectionner les vêtements militaires, considérés comme agents protecteurs contre la chaleur et le froid, Paris,  Baillière, 1858.
- Note sur une étuve à courant d'air, 1858.
- Manuel pratique de microscopie appliquée à la médecine, Paris, Dezobry, Magdelaine et Cie, 1859.
- Aliments, Paris, Masson, 1865.
- Notice sur les titres, les services et les travaux scientifiques de Paul-Jean Coulier, Paris, Martinet, 1867.
- Calcination, Paris, Masson, 1870.
- Eugène Millon : sa vie, ses travaux de chimie et ses études économiques et agricoles sur l'Algérie, avec Jules Reiset, Ferdinand Hœfer et Jules Lefort, préface de Jules Reiset, notice biographique par Ferdinand Hœfer, Paris, Baillière, 1870.
- Ventilation économique et chauffage des cafés et salles d'asile, Lille, Danel, 1872.
- Vérification de l'aréomètre de Baumé, avec Marcellin Berthelot et Joseph-Charles d'Almeida, Paris, Gauthier-Villars, 1873.
- Note sur la nouvelle propriété de l'air, 1875.
- Discours prononcés aux funérailles d'Henri Buignet[5], avec Alfred Riche et Antoine Baudoin Poggiale, Paris, Arnous de Rivière, 1876.
- Notice nécrologique sur Antoine Baudoin Poggiale, pharmacien inspecteur en retraite, Paris, Rozier, 1879.
- Funérailles d'Antoine Baudoin  Poggiale, discours de Paul-Jean Coulier, Paris, Arnous de Rivière, 1879.
- Hippophagie, Paris, Masson, 1888.